# テンプライソギンチャク
テンプライソギンチャク（Tempuractis rinkai）は、2018年に新種記載されたムシモドキギンチャク科に属する小型のイソギンチャク。ノリカイメン科のカイメンと共生しており、オレンジ色のカイメンの中から赤色の触手を覗かせる姿がえびの天ぷらを思わせることからテンプライソギンチャクと命名された。

## 生態
体長は成体でも3-4ミリメートルしかない。
カイメンの出水孔の脇に埋没するように棲息しており、刺激を受けるとカイメンの中に完全に隠れてしまう。
本種とカイメンは、単に本種がカイメンの組織の隙間に入り込んでいるというレベルではなく、本種の外胚葉から出た繊毛が撚り合わさってカイメンの上皮に陥入しており、その結合は非常に強い。
また、自然下では必ず共生した状態で発見され、それぞれが独立した姿は確認されていない。
このため、本種とカイメンの間には、非常に強固な共生関係があると推測されている。本種は外敵に襲われてもカイメンの中に隠れて身を守ることができ、カイメンは天敵であるカイメン食性のウミウシから本種の刺胞で保護してもらえる。また、本種がカイメンの体を貫通し、かつ、両者が強く結合しているため、構造的に脆いカイメンが岩などの基質に付着するのを助けている。すなわち、両者は相利共生の関係にあるといえる。

## 生息地
発見地は神奈川県三浦市にある東京大学三崎臨海実験所の前に広がる荒井浜海岸である。
その他、鳥羽市や佐渡島の磯でも見つかっている。

## 利害
極めて例の少ないカイメンとイソギンチャクの共生例であり、学術的な興味が持たれている他は特にない。その形態のおもしろさから、記載される前に鳥羽水族館にて「謎のイソギンチャク」として展示されたことがある。また、2018年8月27日から同館にてテンプライソギンチャクの展示が行われている。